# Edward Wittig

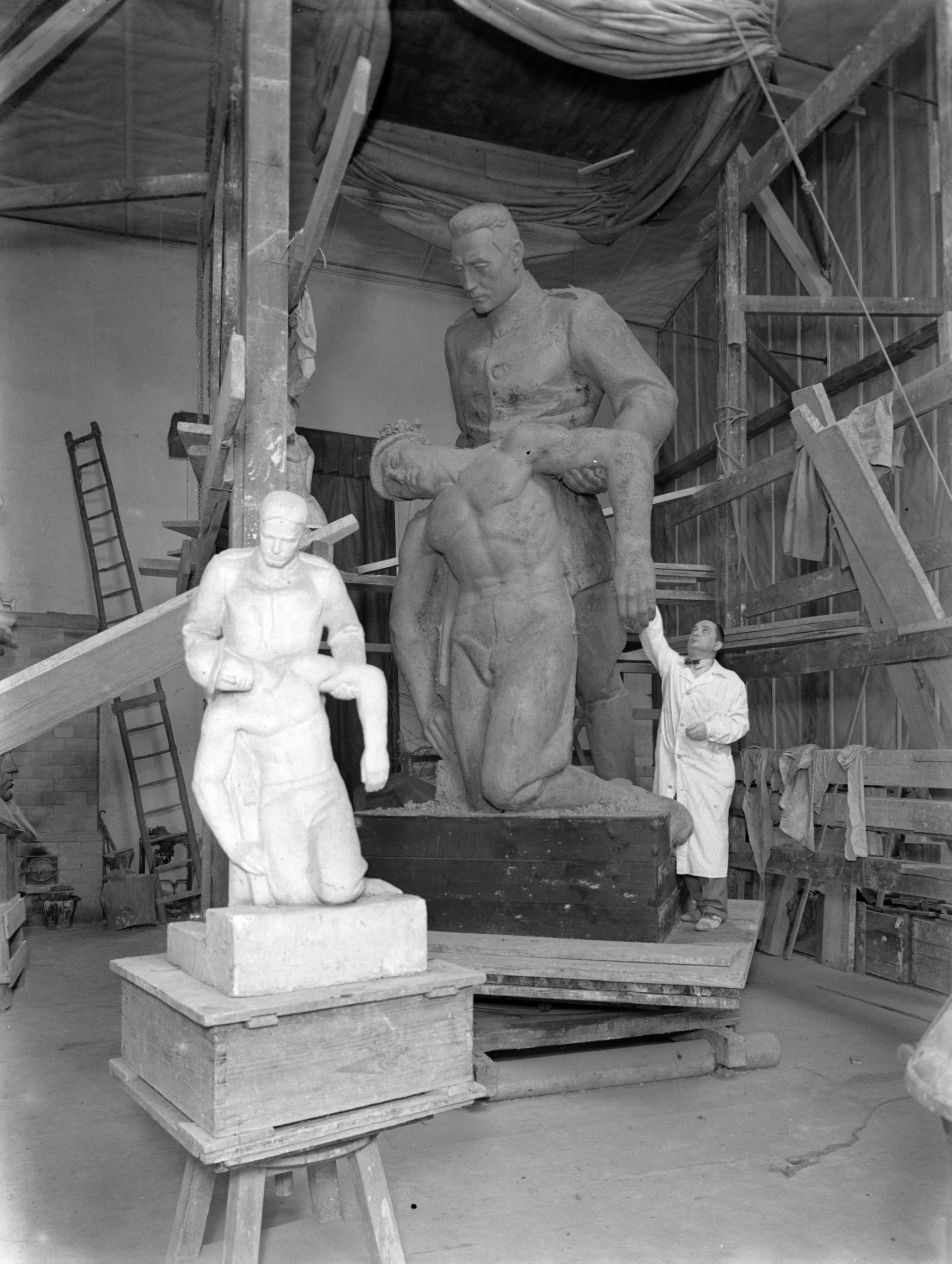
Edward Wittg w swojej pracowni

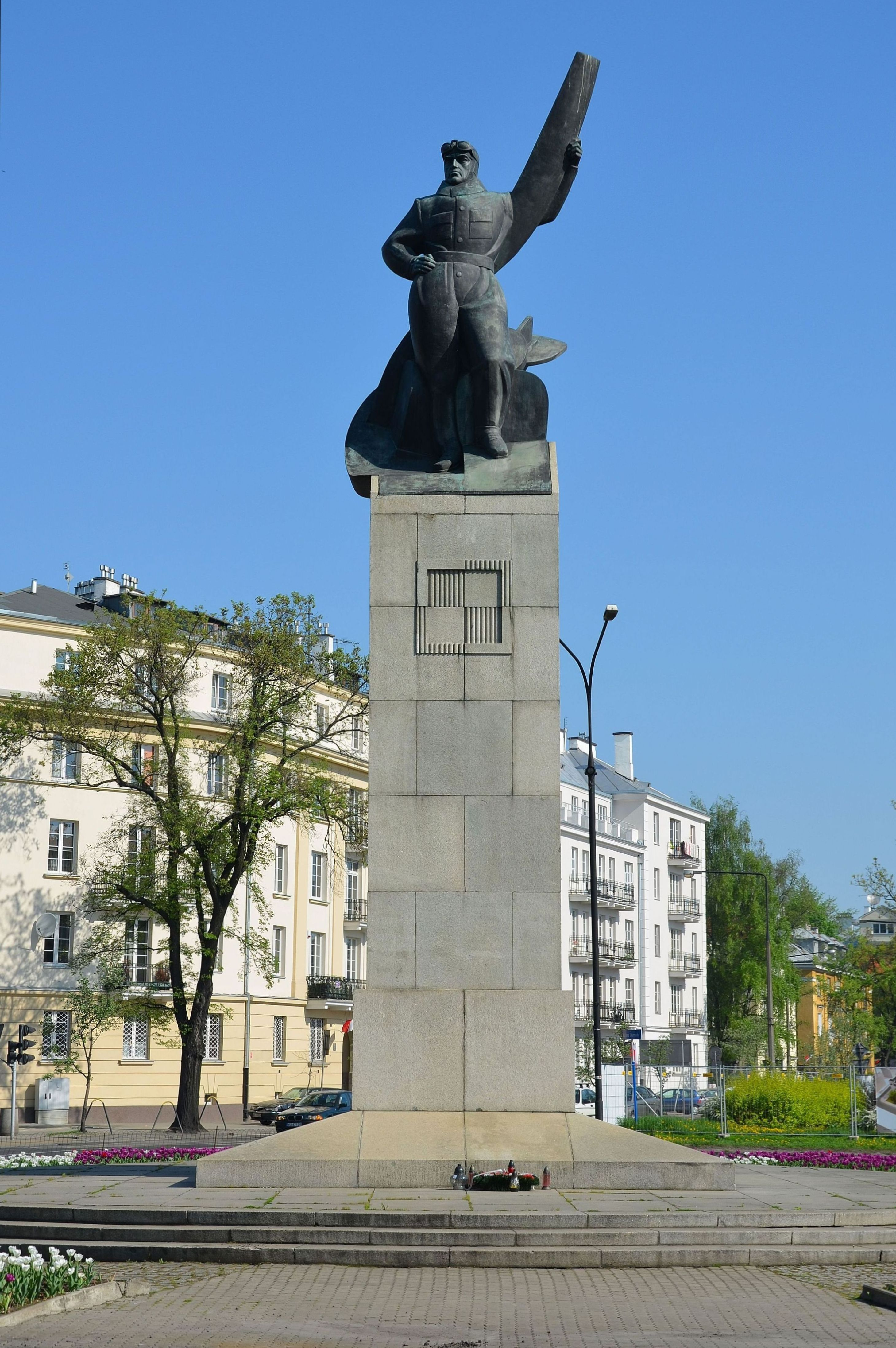
Pomnik Lotnika w Warszawie

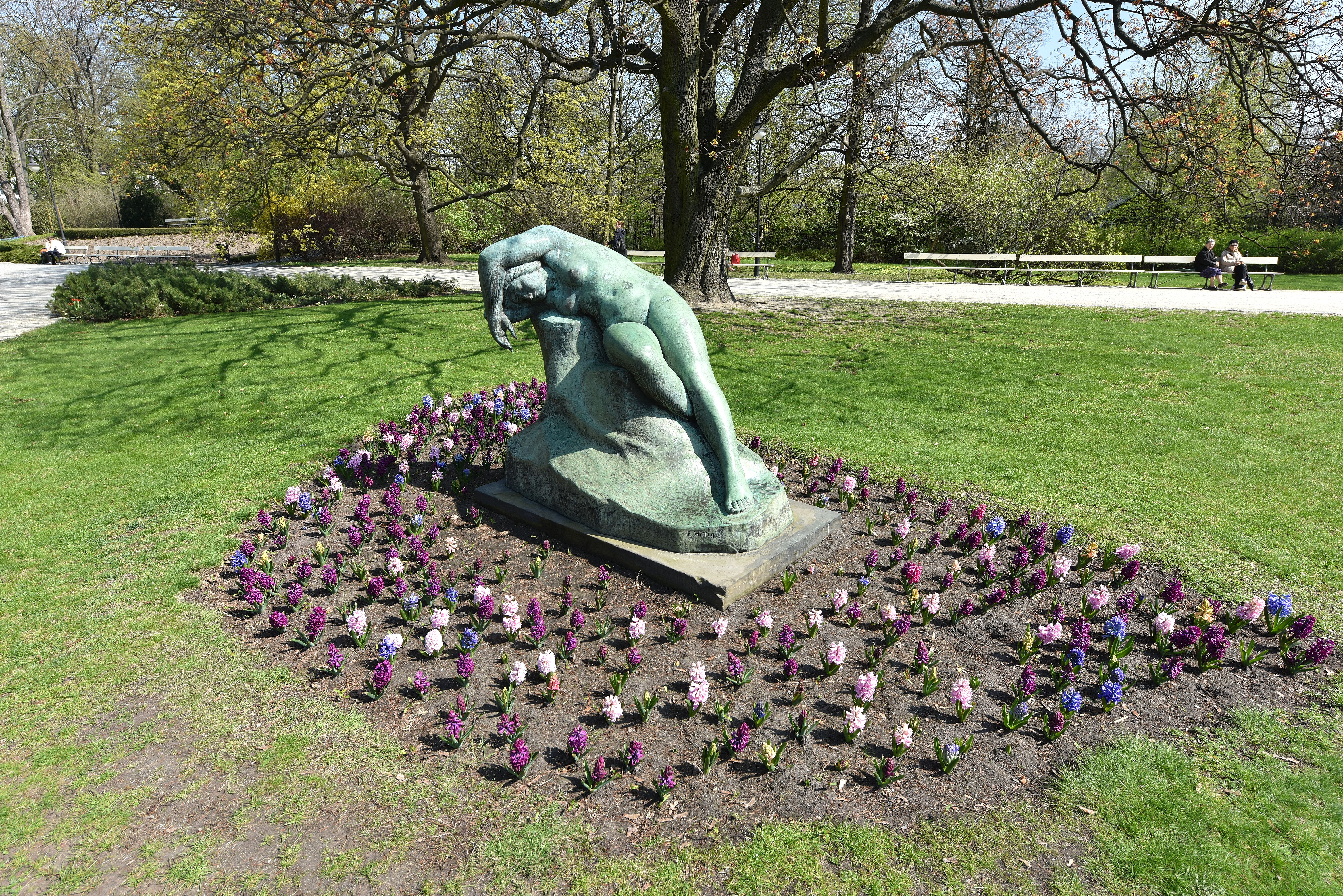
Rzeźba Ewa w parku Ujazdowskim w Warszawie

Edward Wittig (ur. 22 września 1879 w Warszawie, zm. 3 marca 1941 tamże) – polski rzeźbiarz, członek grupy artystycznej „Rytm”, wolnomularz.

## Życie i twórczość
Wykształcenie zdobył w Wiedniu pod kierunkiem J. Tautenheima (1897–1900) oraz w École des Beaux-Arts w Paryżu, w pracowni M. Jouvray. W latach 1914–1920 był profesorem Szkoły Sztuk Pięknych w Warszawie oraz Politechniki Warszawskiej.
We wczesnym okresie swojej twórczości tworzył rzeźby symboliczne – wykazujące pewne wpływy Augusta Rodina, widoczne we wrażliwym modelunku powierzchni bryły, z czasem jednak zdecydował się na klarowny układ kompozycji oparty na mocnych kontrastach jasno rozgraniczonych brył.
Od 1910 artysta począł się już programowo skłaniać ku tak zwanemu nowemu klasycyzmowi, ogólnoeuropejskiej tendencji stanowiącej reakcję na rodinizm w rzeźbie. Swe artystyczne credo zawarł w Odczycie o rzeźbie z 1915 – piętnował tam szerzące się w polskiej sztuce naśladownictwa Rodina i wzywał do nawiązania do tradycji. Jego monumentalny styl cieszył się w dwudziestoleciu międzywojennym wielkim uznaniem. W dziełach Wittiga upatrywano „złotego środka” pomiędzy tradycją akademicką a nowatorskimi, dążącymi do syntezy prądami artystycznymi. 
Był projektantem pierwszej wprowadzonej do powszechnego obiegu monety pięciozłotowej II Rzeczypospolitej, bitej w latach 1928–1932.
Został pochowany na warszawskim cmentarzu Powązkowskim (kwatera 64-3-11).

## Ważniejsze prace
- Rzeźba Ewa w parku Ujazdowskim (1911)
- Grupa rzeźbiarska „Walka” (1916)
- Pomnik Lotnika w Warszawie (na placu Unii Lubelskiej, 1932, odtworzony w 1967 u zbiegu ulic Żwirki i Wigury, Wawelskiej i Raszyńskiej)
- Nagrobek Jana Wojsznar-Opielińskiego na cmentarzu Powązkowskim (1926, kw. 195)[4] (prototyp pomnika Peowiaka, z wykorzystaniem fragmentu „Walki”)
- Pomnik Peowiaka w Warszawie (1921, zniszczony 1940, zrekonstruowany w 1999)
- Pomnik Juliusza Słowackiego w Warszawie (1932, przeznaczony dla Lwowa, odsłonięty w 2001)
- Popiersie Gabriela Narutowicza w Warszawie (powiększona kopia rzeźby z roku 1923, odsłonięta w 2002)
- Pomnik Leopolda Lisa-Kuli w Rzeszowie (odsłonięty w 1932 roku, zniszczony przez Niemców, przywrócony w 1992)[5][6]

## Ordery i odznaczenia
- Krzyż Komandorski Orderu Odrodzenia Polski (10 listopada 1927)[7]
- Złoty Wawrzyn Akademicki (7 listopada 1936)[8]

## Upamiętnienie
Od 5 stycznia 1981 ulica w Warszawie na terenie obecnej dzielnicy Białołęka nosi nazwę ulicy Edwarda Wittiga.